# Nils Drube
Nils Drube (* 26. Februar 1978 in Münster) ist ein deutscher Fußballtrainer. Zur Saison 2020/21 übernahm er den SV Rödinghausen als Cheftrainer.

## Karriere
Drube spielte als aktiver Fußballer beim SC Westfalia Kinderhaus. Er arbeitete als Jugendtrainer (U17/U19) für Preußen Münster und war dort von Januar bis Juni 2012 Co-Trainer von Pavel Dotchev. Im Sommer 2012 ging er zu Bayer 04 Leverkusen, wo er zunächst die U19 trainierte und ab 2015 in der Scouting-Abteilung tätig war. 2016 erwarb er die Fußballlehrer-Lizenz gemeinsam mit Daniel Thioune, Marco Antwerpen, Julian Nagelsmann und Domenico Tedesco.
Ende August 2018 wurde Drube Cheftrainer des Drittligisten Sportfreunde Lotte als Nachfolger von Matthias Maucksch. Er erhielt in Lotte einen Zweijahresvertrag. Im April 2019 wurde Drube wegen anhaltender Erfolglosigkeit entlassen.
Nach über einjähriger Vereinslosigkeit übernahm Drube zur Saison 2020/21 den SV Rödinghausen als Nachfolger von Enrico Maaßen als Cheftrainer. Am 27. August 2021 gab der Verein bekannt, die Zusammenarbeit zu beenden.